# Formica glacialis
Formica glacialis is een mierensoort uit de onderfamilie van de schubmieren (Formicinae). De wetenschappelijke naam van de soort werd voor het eerst geldig gepubliceerd in 1908 door William Morton Wheeler.